# Палагушин, Алексей Владимирович
Алексей Владимирович Палагушин (род. 7 июля 1976) — российский легкоатлет, специалист по бегу на средние и длинные дистанции, стипльчезу и марафону. Выступал на профессиональном уровне в 1995—2012 годах, чемпион России по полумарафону, многократный призёр первенств всероссийского значения, участник ряда крупных международных стартов. Представлял Курскую область.

## Биография
Алексей Палагушин родился 7 июля 1976 года. Занимался лёгкой атлетикой в городе Железногорске Курской области.
Впервые завил о себе на международном уровне в сезоне 1995 года, когда вошёл в состав российской сборной и выступил на юниорском европейском первенстве в Ньиредьхазе, где в зачёте бега на 3000 метров с препятствиями стал девятым.
В 1997 году в стипльчезе стал восьмым на молодёжном европейском первенстве в Турку, на соревнованиях в Москве установил свой личный рекорд — 8:41.35.
В 1998 году в стипльчезе превзошёл всех соперников на зимнем чемпионате России в Москве, выиграл бронзовую медаль на Мемориале Владимира Куца в Москве, финишировал четвёртым на летнем чемпионате России в Москве. Бежал полумарафон в рамках Московского международного марафона мира, с результатом 1:05:14 пришёл к финишу четвёртым.
В 1999 году в беге на 3000 метров с препятствиями среди прочего выиграл серебряную медаль на чемпионате России в Туле.
В 2000 году той же дисциплине был пятым на Мемориале братьев Знаменских в Санкт-Петербурге и на чемпионате России в Туле.
На чемпионате России 2001 года в Туле завоевал бронзовую награду в беге на 10 000 метров.
В 2002 году с личным рекордом 1:04:02 одержал победу на чемпионате России по полумарафону в Адлере.
В 2003 году с результатом 2:24:30 финишировал восьмым на Монакском марафоне, вторым в Пробеге на приз газеты «Труд».
В 2005 году стал пятым на чемпионате России по марафону, прошедшем в рамках IX Московского марафона «Лужники», и установил свой личный рекорд на марафонской дистанции — 2:18:59.
В 2006 году выиграл полумарафон в Москве, взял бронзу на чемпионате России по полумарафону в Саранске.
В 2007 году в беге на 10 000 метров занял шестое место на чемпионате России в Жуковском, в беге на 5000 метров занял 14-е место на чемпионате России в Туле.
В 2008 году финишировал восьмым на чемпионате России по полумарафону в Новосибирске.
В 2009 году стал четвёртым и вторым на полумарафонах в Москве и Зеленограде соответственно, завоевал бронзовую награду на чемпионате России по полумарафону в Чебоксарах.
В 2010 году финишировал четвёртым на марафоне «Белые ночи» в Санкт-Петербурге, показал 12-й результат на чемпионате России по полумарафону в Чебоксарах.
В 2011 году был девятым на «Белых ночах», закрыл десятку сильнейших на чемпионате России по полумарафону в Чебоксарах.
Завершил спортивную карьеру по окончании сезона 2012 года.
Занимал должность директора Городского центра по развитию физической культуры и спорта в Железногорске.